# Macromidia shiehae
Macromidia shiehae là loài chuồn chuồn trong họ Synthemistidae. Loài này được Jiang, Li & Yu mô tả khoa học đầu tiên năm 2008.